# 瑠東さんには敵いません!
『瑠東さんには敵いません!』（るとうさんにはかないません）は、相崎うたうによる日本の4コマ漫画作品。『まんがタイムきららMAX』（芳文社）にて、2020年10月号と11月号にゲストとして掲載された後、好評を得て2021年1月号から2023年12月号まで連載。

## あらすじ
典型的オタク女子・和村は、前の席の完璧超人優等生・瑠東かなめに「本当の自分を見せられる相手」になってほしいと頼まれる。

## 登場人物
和村 千紘（わむら ちひろ）
1年A組37番。誕生日は、10月17日。身長154センチメートル。得意科目は美術で苦手科目は英語。
オタク仲間と教室のすみっこでわいわいするのが生きがいな女子高生。どういうわけか、前の席の瑠東かなめに懐かれている。
瑠東 かなめ（るとう かなめ）
1年A組36番。誕生日は、6月22日。身長160センチメートル。得意科目は数学で苦手科目は国語。
成績優秀・品行方正・容姿端麗な完璧女子高生。その実いたずら好きなお調子者で、その素顔は和村にだけ見せる。

## 書誌情報
- 相崎うたう 『瑠東さんには敵いません!』 芳文社〈まんがタイムKRコミックス〉、全3巻[7]
  1. 2021年10月12日初版発行（9月27日発売[8]）、ISBN 978-4-8322-7311-5
  2. 2022年10月12日初版発行（9月27日発売[9]）、ISBN 978-4-8322-7401-3
  3. 2023年12月26日発売[10]、ISBN 978-4-8322-9511-7